# 265594 Keletiágnes
265594 Keletiágnes è un asteroide della fascia principale. Scoperto nel 2005, presenta un'orbita caratterizzata da un semiasse maggiore pari a 2,3813748 UA e da un'eccentricità di 0,1715476, inclinata di 2,66111° rispetto all'eclittica.